# Notre-Dame du Scapulaire
La chapelle Notre-Dame-du-Scapulaire est un monument historique situé à Kaysersberg, dans le département français du Haut-Rhin.

## Localisation
Ce bâtiment est situé au 3, rue de l'Oberhof à Kaysersberg.

## Historique
L'édifice fait l'objet d'un classement au titre des monuments historiques depuis 1946.